# Forbundsdagsvalget 1972
Forbundsdagsvalget i Tyskland 1972 var valget til den 7. tyske Forbundsdag og blev afholdt den 19. november. Det var første gang efter etableringen af Forbundsdagen i 1949 at det blev afholdt valg før udgangen af den ordinære valgperiode på fire år. Valget førte til det bedste resultatet for SPD i partiets historie, og partiet blev for første gang i Forbundsrepublikkens historie det største parti i Forbundsdagen.
Forbundskansler Willy Brandt kunne fortsætte som kansler. Han måtte dog gå af to år senere, da hans nærmeste medarbejder Günter Guillaume blev afsløret som kommunistisk spion og stillet for retten for landsforræderi.

## Resultater
|  | Parti  | Partilistestemmer | Procent (ændring) | Procent (ændring) | Pladser (ændring) | Pladser (ændring) | Procent af pladser |
|  | ------ | ----------------- | ----------------- | ----------------- | ----------------- | ----------------- | ------------------ |
|  | SPD    | 17 175 169        | 45,8 %            | +3,1 %            | 230               | +6                | 46,4 %             |
|  | CDU    | 13 190 837        | 35,2 %            | −1,4 %            | 177               | −16               | 35,7 %             |
|  | CSU    | 3 615 183         | 9,6 %             | +0,2 %            | 48                | −1                | 9,7 %              |
|  | FDP    | 3 129 982         | 8,4 %             | +2,6 %            | 41                | +11               | 8,3 %              |
|  | Andre  | 348 579           | 0,9 %             |                   | 0                 |                   | 0,0 %              |
|  | Totalt | 37 459 750        | 100,0 %           |                   | 496               | ±0                | 100,0 %            |

Valgdeltagelsen var på 91,1 %.